# Municipio de Vernon (Kansas)
El municipio de Vernon (en inglés, Vernon Township) es un municipio del condado de Cowley, Kansas, Estados Unidos. Según el censo de 2020, tiene una población de 431 habitantes.

## Geografía
Está ubicado en las coordenadas 37°15′25″N 97°5′11″O / 37.25694, -97.08639 (37.256999, -97.086422). Según la Oficina del Censo de los Estados Unidos, tiene una superficie total de 102.6 km², de la cual 101.8 km² corresponden a tierra firme y 0.8 km² son agua.

## Demografía
Según el censo de 2020, hay 431 personas residiendo en la zona. La densidad de población es de 4.2 hab./km². El 90.0 % de los habitantes son blancos, el 1.2 % son amerindios, el 0.5 % son asiáticos, el 1.6 % son de otras razas y el 6.7 % son de una mezcla de razas. Del total de la población, el 3.5 % son hispanos o latinos de cualquier raza.